# Camaraïta
La camaraïta és un mineral de la classe dels silicats, que pertany al grup de la bafertisita. Rep el nom en honor de Fernando Cámara (Melilla, Espanya, 24 de maig de 1967) mineralogista, cristal·lògraf i professor de la Universitat de Milà. Té un interès especial pels silicats de titani, els amfíbols i els minerals del grup de l'arrojadita i de la cancrinita.

## Característiques
La camaraïta és un sorosilicat de fórmula química Ba₃Na(Fe²⁺‚Mn)₈Ti₄(Si₂O₇)₄O₄(OH‚F)₇. Va ser aprovada com a espècie vàlida per l'Associació Mineralògica Internacional l'any 2009, sent publicada per primera vegada el mateix any. Cristal·litza en el sistema triclínic. És un mineral estretament relacionat amb la jinshajiangita i la bafertisita.
Els exemplars que van servir per a determinar l'espècie, el que es coneix com a material tipus, es troben conservats a les col·leccions del Museu Mineralògic Fersmann, de l'Acadèmia de Ciències de Rússia, a Moscú (Rússia), amb els números de registre: 3828/1 i 3828/2.

## Formació i jaciments
Va ser descoberta al massís de Verkhnee Espe, als monts Akzhaylyautas, dins la província del Kazakhstan Oriental (Kazakhstan). Es tracta de l'únic indret de tot el planeta on ha estat descrita aquesta espècie mineral.